# Pointe Berlioz

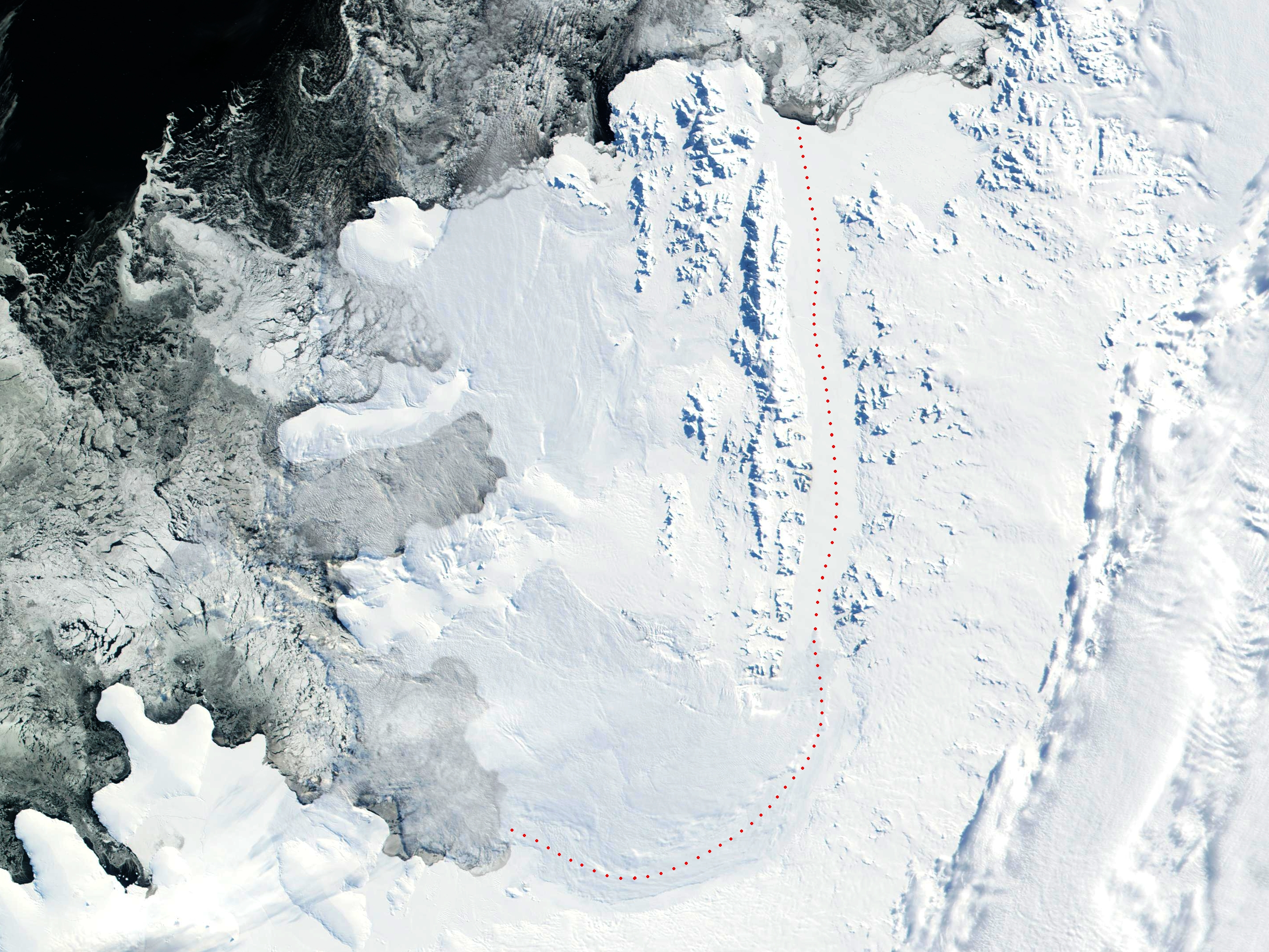
L'île Alexandre-Ier

La pointe Berlioz marque une étendue couverte de glace de la péninsule Beethoven sur l'île Alexandre-Ier, point d'entrée au Nord-Ouest de la baie occupée par la barrière de glace Bach. 
La partie australe de l'île Alexandre-Ier est cartographiée sommairement par l'United States Antarctic Program en 1940, mais cette pointe n'est pas alors clairement identifiée. Elle est nettement observée à l'aide de photographies aériennes prises dans le cadre de l'expédition Ronne (1947–1948) pour le British Antarctic Survey, puis par Derek Searle en 1960. 
Elle est référencée par l'UK Antarctic Place-Names Committee et nommée en hommage au compositeur français Hector Berlioz.